# حزقيال لوزانو
حزقيال لوزانو (بالإسبانية: Juan Lozano y Lozano)‏ هو كاهن كاثوليكي إسباني، ولد في 1610 في خوميا في إسبانيا، وتوفي في 1679 في بلاسينثيا في إسبانيا.